# Svartaskjeret
Ne doit pas être confondu avec Svartaskjeret (Fitjar), Svartaskjeret (Fjell) ou Svartaskjeret (Øygarden).
Svartaskjeret est une île norvégienne du comté de Hordaland appartenant administrativement à Austevoll.

## Description
Rocheuse et désertique, elle s'étend sur environ 65 m de longueur pour une largeur approximative de 25 m.